# Hans Molitor
Hans Molitor (* 10. August 1895 in Maffersdorf, Böhmen; † September 1970 in New Jersey) war ein austroamerikanischer Pharmakologe.

## Leben
Hans Molitor war ein Sohn des Emil Molitor, Gemeindearzt in Maffersdorf in Nordböhmen. Als Absolvent des Realgymnasiums in Reichenberg in Nordböhmen wurde Hans Molitor Student der Pharmakologie und Medizin an der Universität Wien und promovierte dort zum Doktor der Medizin. Er war während des Ersten Weltkriegs Militärarzt der österreich-ungarischen Armee, nach Kriegsende wissenschaftlicher Assistent an der Universität Wien, dort im Jahre 1927 Privatdozent für Pharmakologie und Therapeutik und 1930 außerordentlicher Professor.
Im Auftrag der pharmazeutischen Fabrik Merck und Co. in Darmstadt übernahm Hans Molitor 1932 die Direktion der amerikanischen Tochterfirma in Rahway in New Jersey, USA, lebte von da an in den Vereinigten Staaten von Amerika und war bis zu seiner Pensionierung Direktor des Merck-Instituts für therapeutische Forschungen in Rahway in New Jersey, danach Vorsitzender des Aufsichtsrats.
Hans Molitor war Mitglied wissenschaftlicher Organisationen, u. a. der Gesellschaft der Ärzte in Wien, der Royal Society of Medicine in London und der Deutschen Pharmakologischen Gesellschaft. Er veröffentlichte über 60 Abhandlungen zu seinen Forschungen in Fachzeitschriften und Sammelwerken. Seine Hauptarbeitsgebiete waren die Entwicklung der Antibiotika, des Streptothricin, einem Vorläufer des Streptomycin sowie die Weiterentwicklung von Sulfonamid- und Vitamen-Präparaten. Hans Molitor war Ehrenbürger der Universität Wien.

## Schriften (Auswahl)
- Die dauernde Verlagerung von Organen aus dem Körperinneren vor die Haut. In: Handbuch der biologischen Arbeitsmethoden. Band 4, 1937.
- The pharmokologie of Streptomycin. In: S. A. Waksman: Streptomycin – nature and practical application. 1949.